# Каваклъ
Каваклъ (на турски: Kavaklı) е село в Източна Тракия, Турция, Вилает Одрин. Околия Мерич.

## География
Селото се намира на 10 км югозападно от Мерич.

## История
В XIX век Каваклъ е гръцко село във Узункьоприйска кааза в Одринския вилает на Османската империя. Според „Етнография на вилаетите Адрианопол, Монастир и Салоника“, издадена в Константинопол в 1878 година и отразяваща статистиката на населението от 1873 година, Кавакли (Kavakly) има 50 домакинства и 215 жители гърци.
Според статистиката на професор Любомир Милетич в 1913 година в Кавакли живеят 50 гръцки семейства.
През 1923 година са заселени помаци от селата Калчово и Пулово, Гърция.